# Tonga aux Jeux olympiques d'été de 1984
Les Tonga  participent aux Jeux olympiques d'été de 1984 à Los Angeles.
C'est la première fois que la nation envoie une délégation, bien que le comité national olympique ait été créé en 1961 pour les premiers Jeux du Pacifique Sud mais il attendra 23 ans pour être reconnu par le CIO ; les Tonga avaient fait leur première apparition dans une compétition mondiale aux Jeux du Commonwealth britannique de 1974.
La délégation tongienne compte sept boxeurs dont deux boxeurs qui s’arrêteront aux portes des demi-finales.

## Résultats

### Boxe
Sept boxeurs sont engagés dans le tournoi
- Lisiate Lavulo en catégorie super-légers (– 63.5 kg) : il est battu par le Norvégien Javid Aslam sur décision de l'arbitre
- Saikoloni Hala en catégorie welters (– 67 kg) : il s'incline aux points face au Turc Vedat Önsöy
- Elone Lutui  en catégorie super-welters (– 71 kg) : s'il remporte son premier combat contre le Zaïrois Fubulune Inyana (score 4-1), il est battu par le Sierra-léonais Israel Cole  sur décision de l'arbitre
- Otosico Havili en catégorie moyens (– 75 kg) : il perd dès son premier combat contre Arístides González aux point (1-4), le Porto-Ricain gagnera par la suite la médaille de bronze de sa division.
- Fine Sani en catégorie lourd-légers  (– 81 kg) : il est battu par le Roumain Georgica Donici aux points (0-5)
- Tevita Taufo'ou en catégorie lourds (– 91 kg) : exempté du premier tour, il remporte son premier match face au Samoan Loi Faateete sur le score de 4 à 1 mais perd ensuite, par arrêt de l'arbitre au deuxième round, en quarts de finale face à l'Américain Henry Tillman[4],[5], qui conquiert par la suite le titre olympique.
- Viliami Pulu en catégorie super-lourds (+ 91 kg) : il n'y a que neufs engagés dans la catégorie reine et il est mis KO dès le premier round par son adversaire, le Britannique Bobby Wells[6]